# 고이시 데쓰야
고이시 데쓰야(일본어: 小石 哲也, 1990 9월 21일 ~ )는 일본의 축구 선수이다.

## 구단 경력
과거 가이나레 돗토리에서 활동하였다.